# Liste der Biografien/Steind
Liste der Biografien |
Portal Biografien |
Personensuche
# |
A |
B |
C |
D |
E |
F |
G |
H |
I |
J |
K |
L |
M |
N |
O |
P |
Q |
R |
S |
T |
U |
V |
W |
X |
Y |
Z |
?
 
Sa |
Sb |
Sc |
Sd |
Se |
Sf |
Sg |
Sh |
Si |
Sj |
Sk |
Sl |
Sm |
Sn |
So |
Sp |
Sq |
Sr |
Ss |
St |
Su |
Sv |
Sw |
Sy |
Sz
 
Sta |
Ste |
Sth |
Sti |
Stj |
Stl |
Sto |
Str |
Sts |
Stt |
Stu |
Stv |
Stw |
Sty
 
Stea |
Steb |
Stec |
Sted |
Stee |
Stef |
Steg |
Steh |
Stei |
Stej |
Stek |
Stel |
Stem |
Sten |
Steo |
Step |
Ster |
Stes |
Stet |
Steu |
Stev |
Stew |
Stey |
Stez
 
Steib |
Steic |
Steid |
Steie |
Steif |
Steig |
Steij |
Steik |
Steil |
Steim |
Stein |
Steio |
Steir |
Steis |
Steit |
Steiw |
Steix
 
Steina |
Steinb |
Steinc |
Steind |
Steine |
Steinf |
Steing |
Steinh |
Steini |
Steink |
Steinl |
Steinm |
Steinn |
Steino |
Steinp |
Steinr |
Steins |
Steint |
Steinu |
Steinv |
Steinw
Die Liste der Biografien führt alle Personen auf, die in der deutschsprachigen Wikipedia einen Artikel haben. Dieses ist eine Teilliste mit 35 Einträgen von Personen, deren Namen mit den Buchstaben „Steind“ beginnt.

## Steind

### Steinda
- Steindachner, Franz (1834–1919), österreichischer Zoologe

### Steinde
- Steindel, Friedrich Gottlob von (1754–1824), sächsischer Generalleutnant
- Steindel, Hans August von (1755–1825), deutscher Offizier und Landwirt

### Steindl
- Steindl, Clemens (* 1944), österreichischer Pädagoge
- Steindl, Esther (* 1991), österreichische Skispringerin
- Steindl, Fabian (* 1994), österreichischer Nordischer Kombinierer
- Steindl, Franz (* 1960), österreichischer Politiker (ÖVP)
- Steindl, Franz Xaver (1858–1931), deutscher Brauereibesitzer, Bürgermeister und Politiker (Zentrum), MdR
- Steindl, Gertraude (* 1945), österreichische Präsidentin der Aktion Leben Österreich
- Steindl, Hans (* 1949), deutscher Politiker (SPD)
- Steindl, Imre (1839–1902), ungarischer Architekt und HochschullehrerImre Steindl (1839–1902)

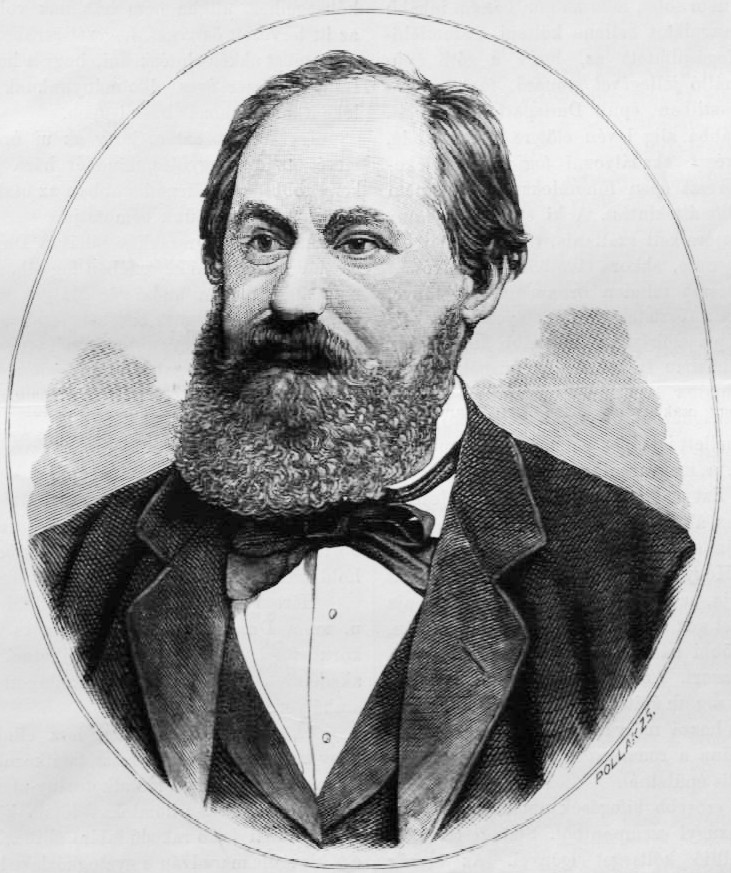
Imre Steindl (1839–1902)

- Steindl, Josef (1912–1993), österreichischer Wirtschaftswissenschaftler
- Steindl, Katharina (* 1944), österreichische Politikerin (SPÖ), Abgeordnete zum Nationalrat
- Steindl, Klaus T. (* 1966), österreichischer Filmregisseur, Drehbuchautor und Produzent
- Steindl, Konrad (* 1955), österreichischer Unternehmer und Politiker (ÖVP), Abgeordneter zum Nationalrat
- Steindl, Matthias Paulus (1761–1828), österreichischer römisch-katholischer Weihbischof in Wien
- Steindl, Michael (1924–2015), deutscher Linguist und Schriftsteller
- Steindl, Michael (* 1966), deutscher Dramaturg und Theaterregisseur
- Steindl, Willi (* 1992), österreichischer Rennfahrer
- Steindl-Rast, David (* 1926), amerikanischer Benediktiner und MystikerDavid Steindl-Rast (* 1926)

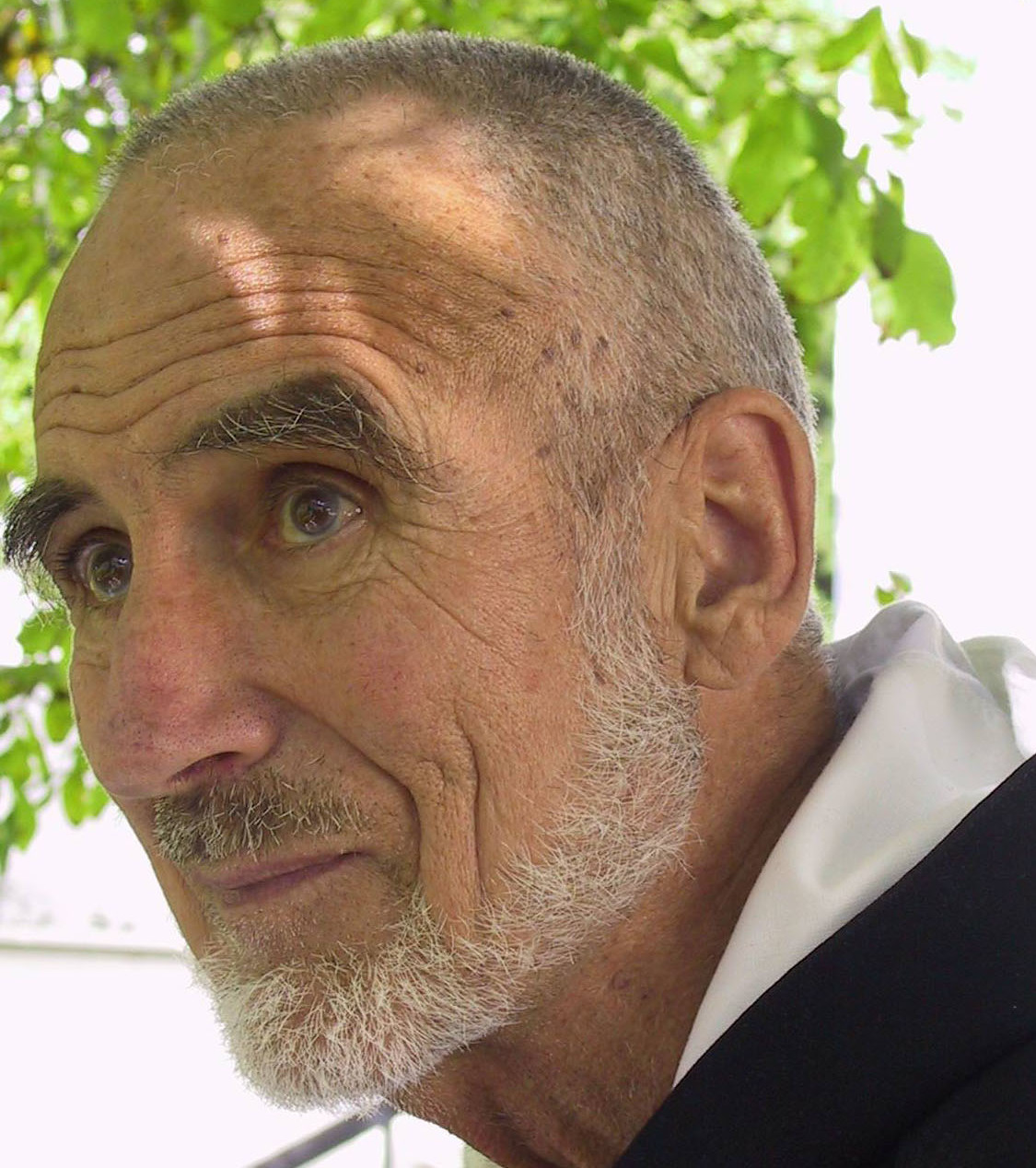
David Steindl-Rast (* 1926)

- Steindling, Rudolfine (1934–2012), österreichische Unternehmerin
- Steindling, Vilma (1919–1989), österreichische Sozialarbeiterin, Kommunistin und Widerstandskämpferin gegen den Nationalsozialismus

### Steindo
- Steindór Ingason (* 1994), isländischer Eishockeyspieler
- Steindor, Marina (* 1957), deutsche Politikerin (Bündnis 90/Die Grünen), MdB
- Steindorf, Helmut (1935–2021), deutscher Keramiker und Maler
- Steindorf, Ute (* 1957), deutsche Ruderin, Olympiasiegerin
- Steindorff, Ernst (1839–1895), deutscher Historiker
- Steindorff, Ernst (1920–2018), deutscher Jurist und Hochschullehrer
- Steindorff, Georg (1861–1951), deutscher Ägyptologe
- Steindorff, Klaus-Jürgen (1932–2006), deutscher Konteradmiral
- Steindorff, Ludwig (* 1952), deutscher Historiker
- Steindorff, Magnus Friedrich (1811–1869), deutscher Arzt und Mitglied der Frankfurter Nationalversammlung
- Steindorff, Paul (1864–1927), US-amerikanischer Dirigent
- Steindorff, Ulrich (1888–1978), deutscher Schriftsteller, Übersetzer und Journalist
- Steindorfner, Michael (* 1949), deutscher Richter und politischer Beamter (CDU)